# Schellen-Ursli

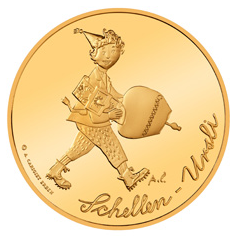
Der Schellenursli auf einer Gedenkmünze von 2011

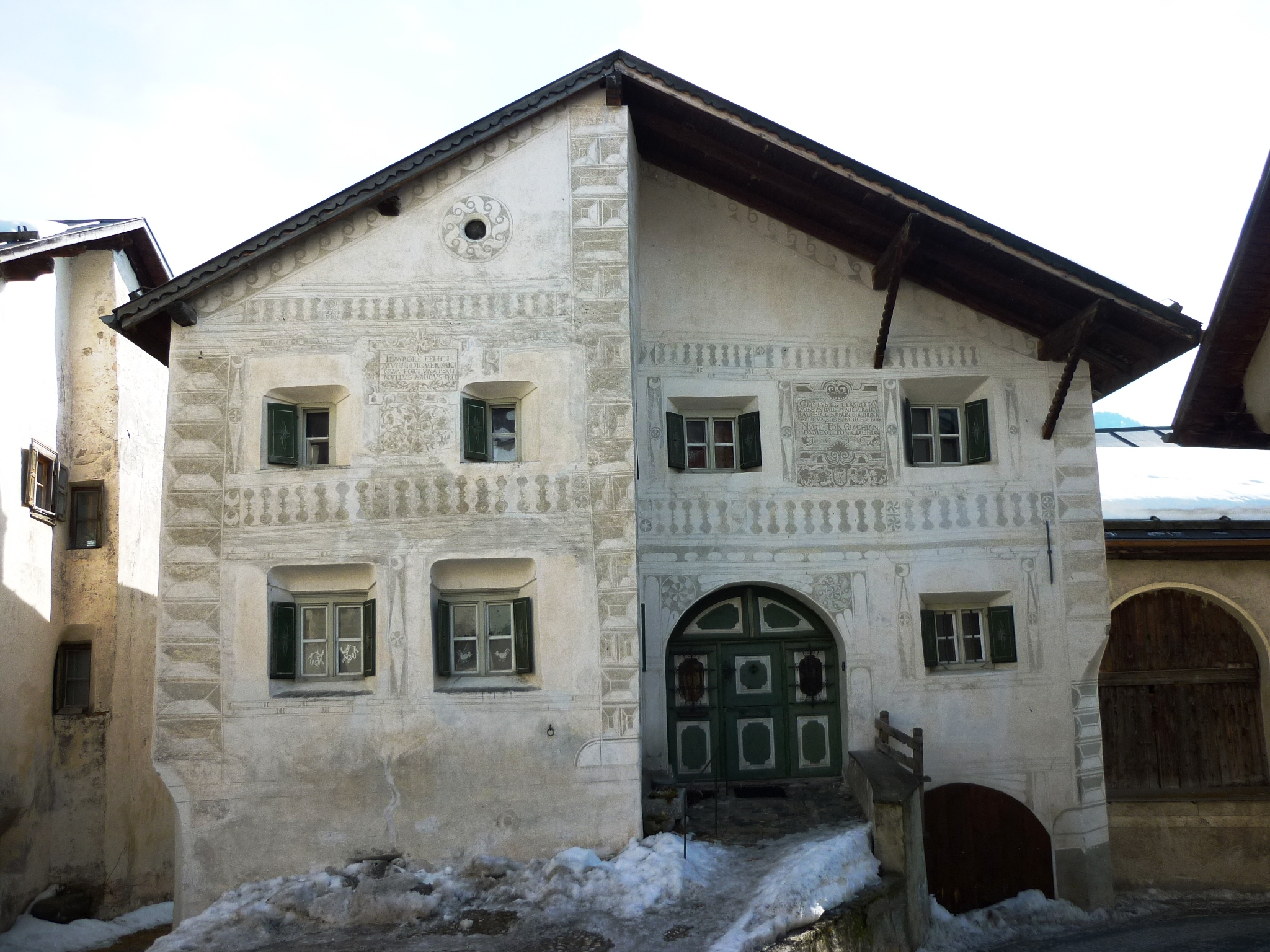
Vorlage für das Schellenurslihaus in Guarda

Schellen-Ursli (selten auch Schellenursli), im rätoromanischen Original Uorsin, ist eine Kindergeschichte der Autorin Selina Chönz und des Künstlers Alois Carigiet aus dem Jahr 1945. Es gehört zu den bekanntesten Bilderbüchern der Schweiz.

## Die Geschichte
«Hoch oben in den Bergen, weit von hier, da wohnt ein Büblein so wie ihr», beginnt die Geschichte. Sie spielt in Guarda, einem Engadiner Dorf im Kanton Graubünden in der Schweiz. Sie handelt vom Brauch des Chalandamarz, der alljährlich am 1. März durchgeführt wird. Die Tradition will, dass im Frühling der Winter mit lautem Glockengeläut der Engadiner Kinder ausgetrieben wird.
Der Protagonist Ursli hat für den Chalandamarz nur ein kleines Glöckchen erhalten. Er wird von den anderen Dorfknaben deswegen gehänselt und will nicht akzeptieren, dass er am folgenden Tag beim Umzug am Ende mitgehen soll. Er erinnert sich an die grosse Kuhglocke, die in der Frühsommeralphütte im Maiensäss hängt. Er macht sich auf den gefährlichen Weg durch den tiefen Schnee hinauf zur Hütte. Währenddessen sorgen sich die Eltern, beim Eindunkeln sucht das ganze Dorf nach dem kleinen Ursli; doch der ist glücklich im tief verschneiten Maiensäss angekommen. Als Ursli am nächsten Tag zu Hause mit der grossen Glocke wieder aufkreuzt, ist die Erleichterung gross. Da der Ursli nun die grösste Glocke mitbringt, darf er den Umzug anführen.

## Die Autoren

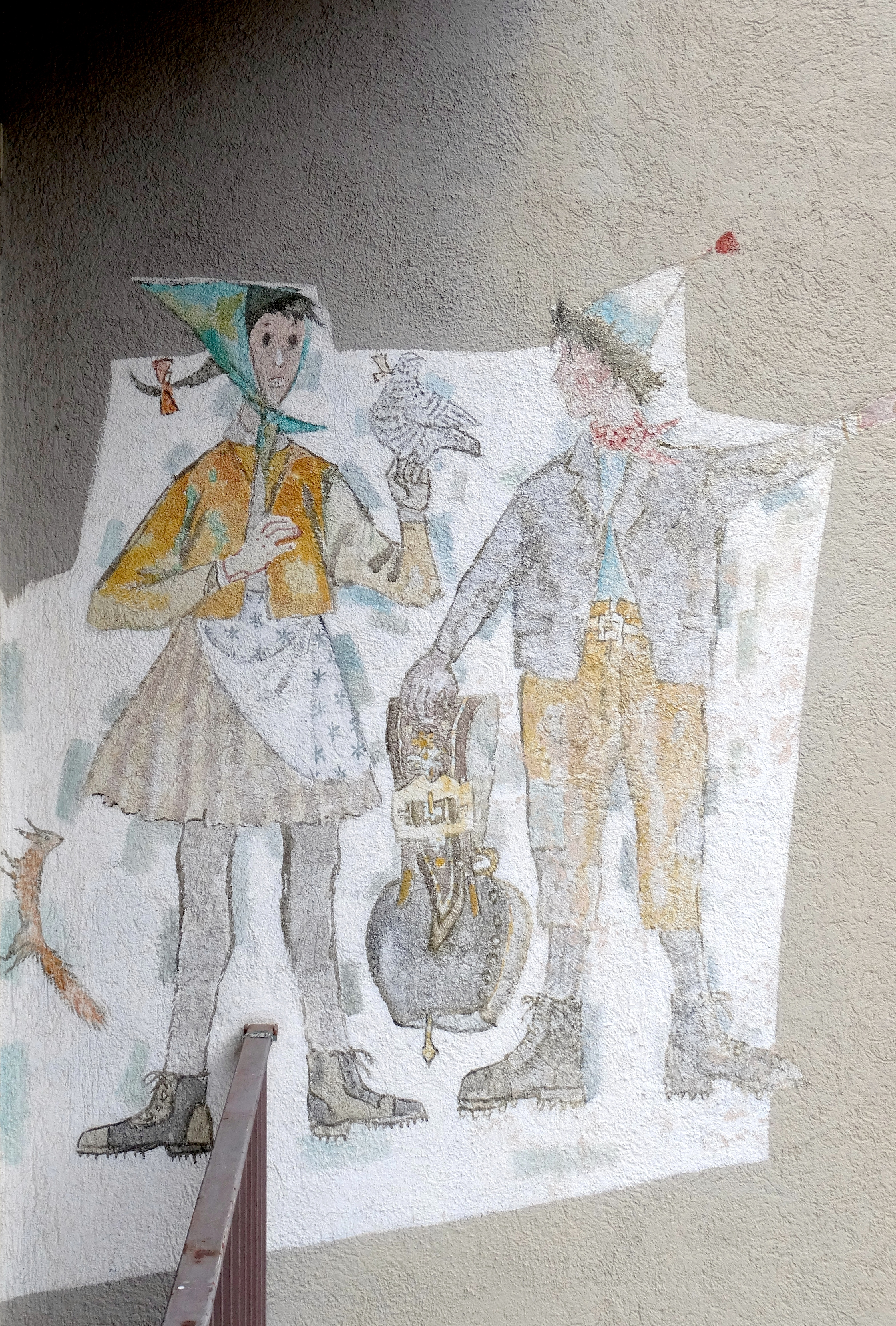
Flurina und Schellenursli

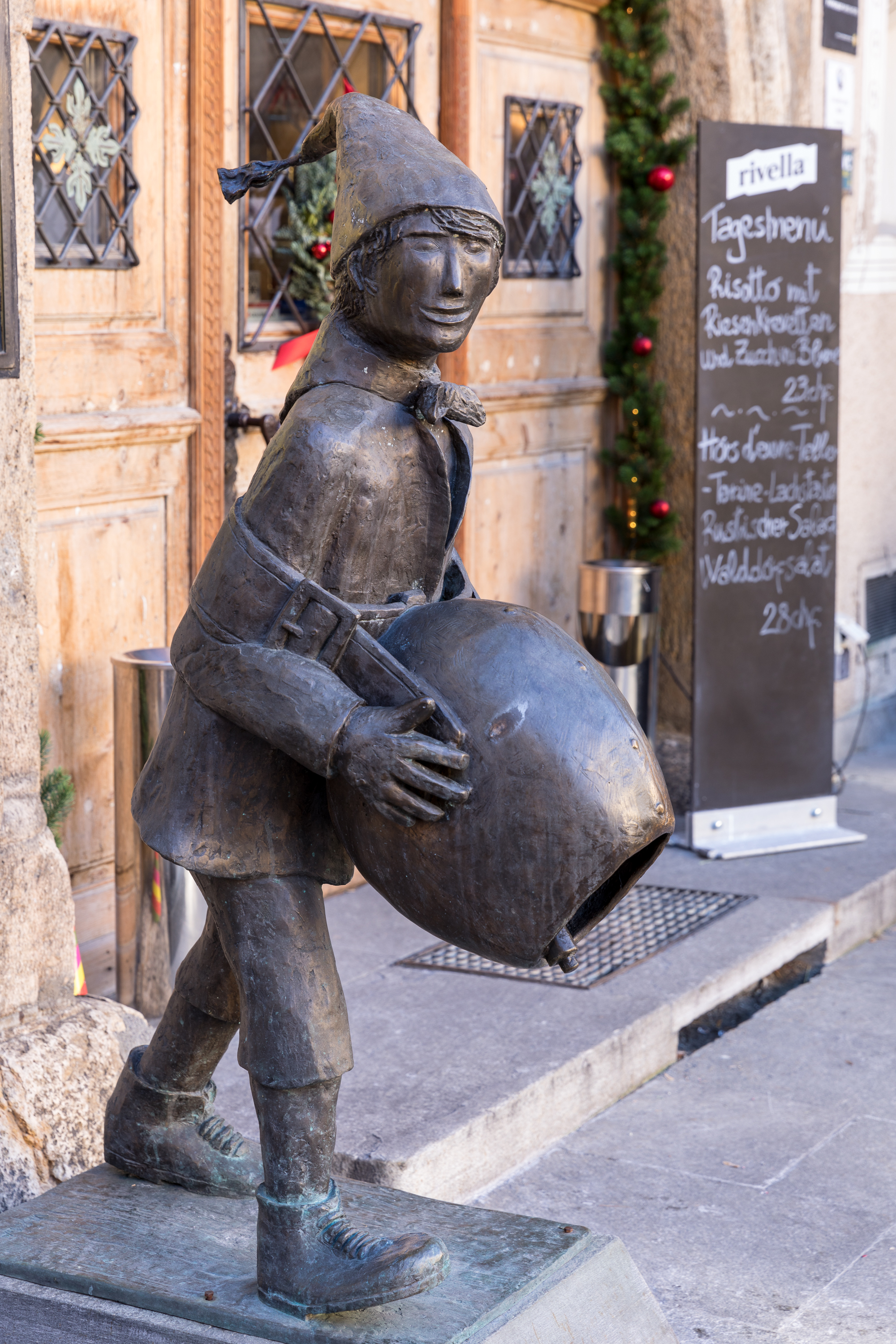
Schellen-Ursli-Skulptur in Zuoz

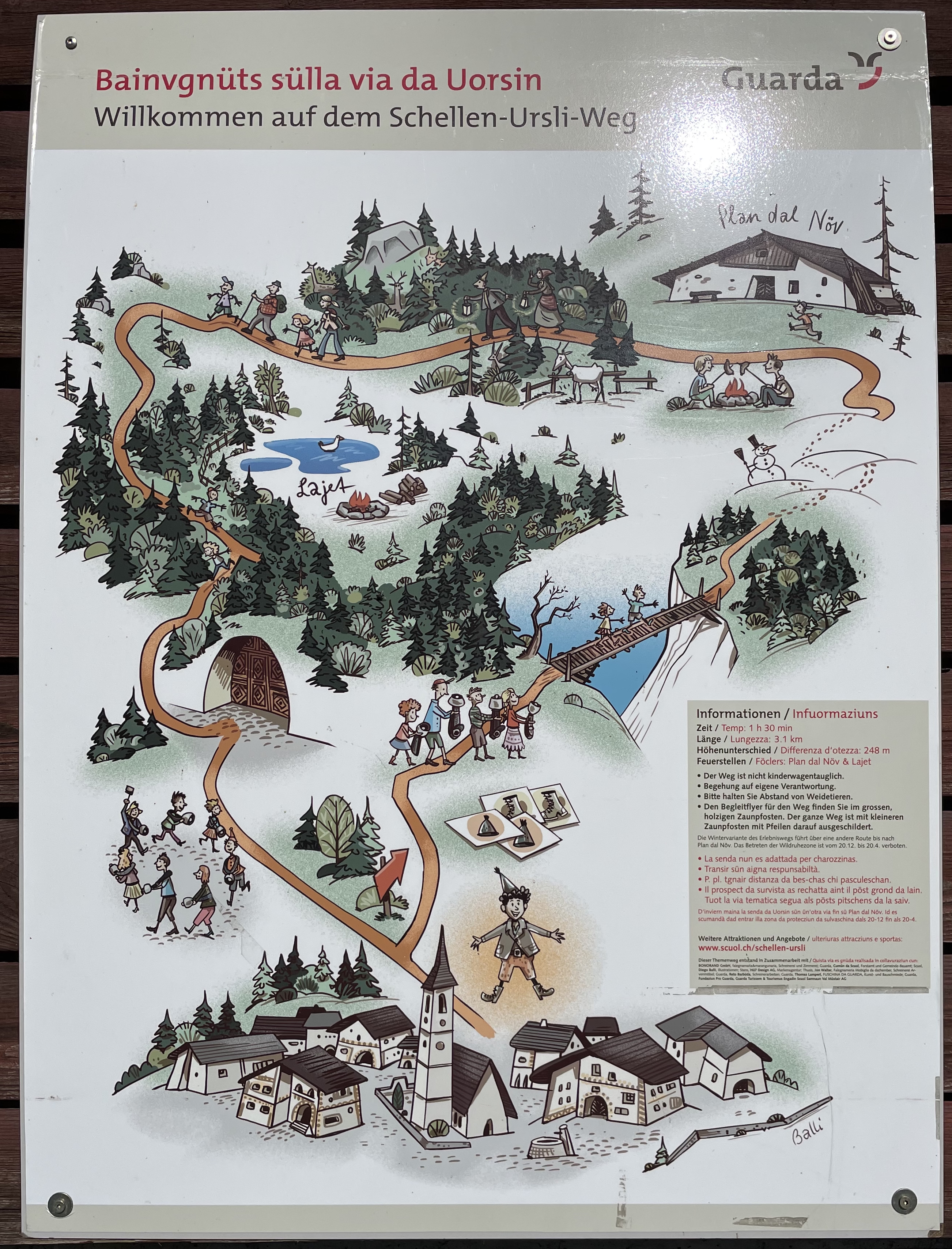
Schellen-Ursli-Weg in Guarda

Selina Chönz verfasste den Text, die Illustrationen stammen von Alois Carigiet. Das Buch erschien 1945. Weit über das Engadin hinaus erregte das Buch durch seine Bilder und die Geschichte Aufsehen. Obwohl der Schellenursli nicht so berühmt geworden ist wie Heidi, zählt er zu den grossen Schweizer Kinderbüchern. Weitere Bücher von Alois Carigiet und Selina Chönz sind Flurina und das Wildvöglein, Schellenurslis Schwester und Der grosse Schnee.

## Hintergrund
Der Ursprung der Geschichte liegt in Guarda, einem Dorf im Unterengadin. Das Haus Nr. 51 an der Westseite der Plazzetta zuos-cha (Rätoromanisch ‹Schmutziges Plätzchen›) diente dem Bündner Künstler Alois Carigiet als Vorbild für das Elternhaus des kleinen Ursli. Die stattlichen Unterengadiner Häuser sind bekannt für ihre dicken Mauern, die mit Bildern und Sgraffiti bemalt sind. Die kleinen Fenster und die grossen verzierten Holztore sind noch heute typische Merkmale für Engadinerhäuser. Guarda ist heute ein Dorf mit einem Ortsbild von nationaler Bedeutung.
Wer heute durch das Engadin reist, trifft immer wieder auf die Spuren des Schellenursli. Sei es das Schellenursli-Museum, die Ausstellung von Alois Carigiets Bildern oder der noch heute praktizierte Brauch des Chalandamarz.
Die Schweizerische Post widmete Schellenursli im Jahr 2007 eine Briefmarke: Die Marke im Wert von 85 Rappen zeigt Ursli, wie er auf dem Weg zum Maiensäss über eine Holzbrücke läuft.

## Verfilmungen und Oper
- Eine vermeintliche erste Verfilmung des Schellenursli stammt aus dem Jahr 1953; sie wurde durch den Thurgauer Fotografen und Filmemacher Ernst A. Heiniger realisiert. Der als verschollen geltende Streifen dieses Oscar-Preisträgers wurde in den Disney-Studios produziert und lief als Vorprogramm in amerikanischen Kinos. Die beiden Hauptrollen wurden von Not und Tilli Schlegel aus Bos-cha bei Guarda besetzt, die später heirateten.[2][3] Die gedrehten Szenen wurden jedoch zu einer Folge von Walt Disneys Serie Land und Leute verarbeitet und 1955 im Kino vor Susi und Strolch gezeigt.[4]
- 1964 wurde die Geschichte in einem 18 Minuten langen Kurzfilm von der Condor-Films AG verfilmt.[5][6] Diese Auftragsarbeit des Verkehrsvereins Graubünden sollte für die Schönheit des Engadins werben.[7]
- Unter der Regie von Xavier Koller wurde 2014/2015 der Kinofilm Schellen-Ursli produziert. Da die eigentliche Handlung der Buchvorlage für die Länge eines Spielfilms zu kurz ist, wurde die Geschichte von Stefan Jäger und Xavier Koller um wesentliche Teile erweitert; die Glockengeschichte, die im Buch erzählt wird, findet nur in den letzten 20 Minuten des Films statt.
- Der Berliner Komponist Marius Felix Lange schuf eine Opernfassung der Geschichte. Die Uraufführung dieser «Familienoper» erfolgte im November 2019 am Theater Basel.[8]